# Borne armoriée de la Queue-de-l'Étang
La borne armoriée de la Queue-de-l'Étang est une borne dans la commune de Rully dans le département français de Saône-et-Loire et la région Bourgogne-Franche-Comté.

## Historique
Elle fait l'objet d'un classement au titre des monuments historiques depuis le 3 novembre 1927.